# Гноєрозкидач

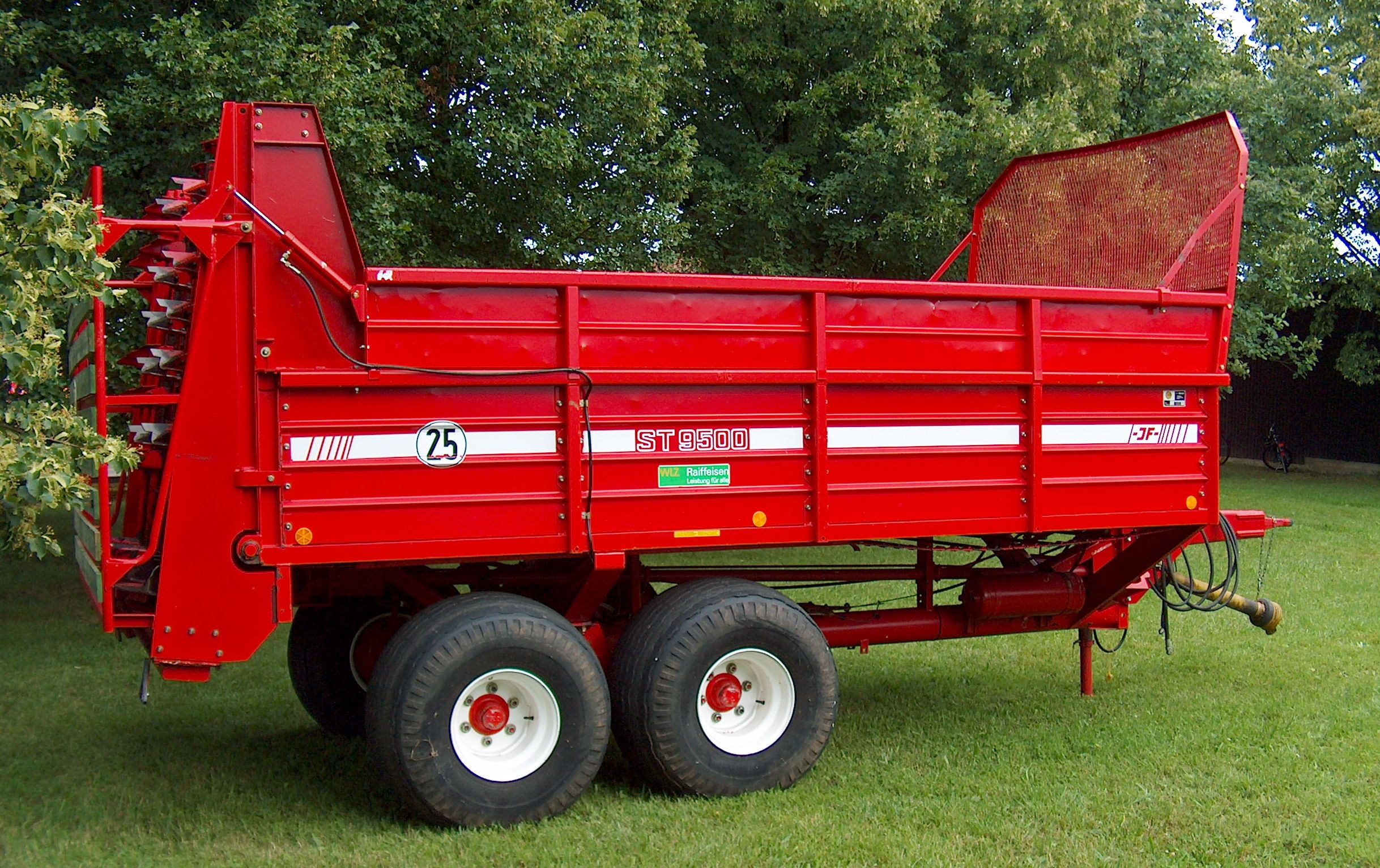
Причіпний гноєрозкидач

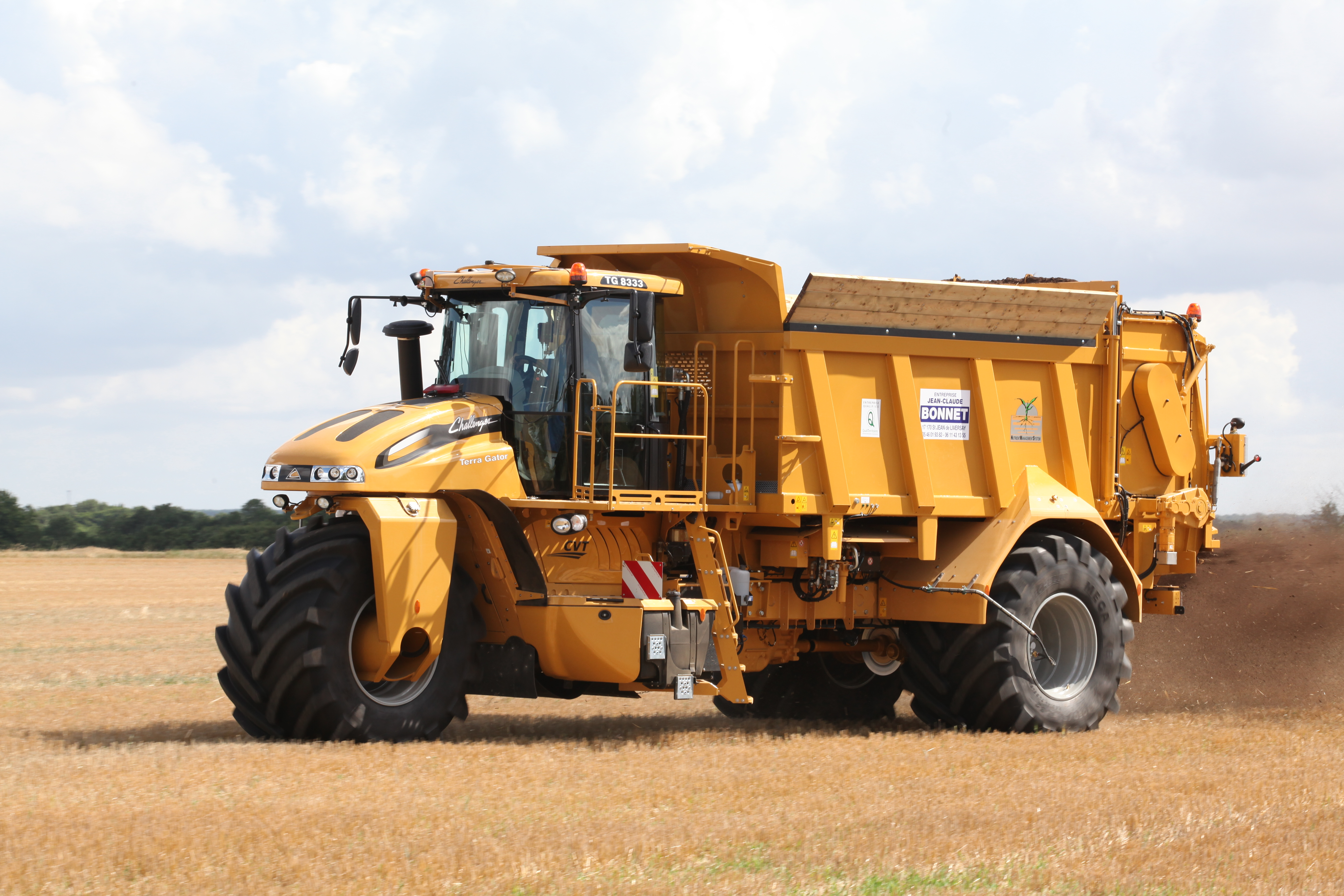
Самохідний гноєрозкидач

Гноєрозкида́ч — сільськогосподарська машина для розподілу органічних добрив на полях і в садах, що забезпечує перемелення та рівномірне розбризкування гною.
Конструктивно найчастіше є одно- або двохосьовим тракторним причепом, обладнаним в задній частині ротаційним механізмом для подрібнення і розсіювання гною, керованим з кабіни водія-тракториста. Крім причіпних машин, в країнах Західної Європи та Північної Америки поширення набувають самохідні гноєрозкидачі на базі спеціальних важких триколісних самохідних тракторних шасі високої прохідності. Аналогічні машини розроблялися в 1980-х роках і в СРСР, але в серію не пішли з економічних причин.
Серед гноєрозкидачів окремо виділяють так звані гноївкорозкидачі (гноївкорозбризкувачі), що мають аналогічне призначення, але принципово інші за конструкцією і призначені для розподілу рідких органічних добрив (гноївки).
Перший серійний автоматизований гноєрозкидач відносять до 1875 року, коли канадський інженер Джозеф Кемп з Ватерлоо створив спеціалізований кінний причіп, для випуску якого було побудовано кілька заводів в США, що в 1906 році продані корпорації «International Harvester».